# (30916) 1993 GN1
(30916) 1993 GN1 là một tiểu hành tinh vành đai chính. Nó được phát hiện bởi Henri Debehogne ở Đài thiên văn La Silla ở Chile ngày 14 tháng 4 năm 1993.